# Grand Prix Formule 1 van Stiermarken
De Grand Prix van Stiermarken is een race uit de Formule 1-kalender, die voor de eerste keer werd georganiseerd in 2020 op de Red Bull Ring in Spielberg. Nadat er in 2020 een aantal grands prix werd afgelast wegens de coronapandemie, zijn er meerdere Formule 1-races gepland op één circuit. De Grand Prix van Stiermarken wordt op hetzelfde circuit gereden als de Grand Prix van Oostenrijk.

## Winnaars van de Grands Prix
| Jaar | Coureur        | Constructeur   | Locatie   | Verslag |
| ---- | -------------- | -------------- | --------- | ------- |
| 2021 | Max Verstappen | Red Bull-Honda | Spielberg | Verslag |
| 2020 | Lewis Hamilton | Mercedes       | Spielberg | Verslag |